# Jordi Gasull
Jordi Gasull (l'Hospitalet de Llobregat, 1966) és un guionista i productor de cinema català, fundador de la productora 4 Cats Pictures.
Va debutar com a guionista el 1995 del curtmetratge d'Eduard Bosch El viaje de Arián, i també el 2000 va escriure el guió del llargmetratge del mateix títol. El 2009 va fer el guió del documental Son & Moon: diario de un astronauta. El 2010 va fer el guió i va produir Bruc i Lope. El 2012 va coescriure amb Gorka Magallón, Neil Landau, Ignacio del Moral i Javier López Barreira el guió de Les aventures de Tadeu Jones, per la qual va rebre el Goya al millor guió original, el Gaudí a la millor pel·lícula d'animació i la Medalla del Cercle d'Escriptors Cinematogràfics al millor guió adaptat. El 2015 fou guionista i director d'Atrapa la bandera, per la que va guanyar novament el Gaudí a la millor pel·lícula d'animació i el Goya a la millor pel·lícula d'animació. El 2017 fou guionista i productor de Tadeu Jones 2: El secret del rei Mides, amb la qual va guanyar novament el Gaudí a la millor pel·lícula d'animació.

## Filmografia
- El viaje de Arián (guió, 2000)
- Son & Moon: diario de un astronauta (guionista i productor, 2009)
- Bruc (2010)
- Lope (2010)
- Les aventures de Tadeu Jones (guió i producció, 2012)
- Atrapa la bandera (2015)
- Tadeu Jones 2: El secret del rei Mides (2017)
- El pacte (El pacto) (2018)
- Malasaña 32 (2020)